# Клеопатра (дочка Ідаса)
Клеопатра (також  Клеопатра Алкіона, Клеопатра Альціона; дав.-гр. Κλεοπάτρη Ἀλκυόνη; Kleopátrē Alkuónē) в давньогрецькій міфології була дочкою Ідаса і Марпесси і дружиною Мелеагра.